# Juncus canadensis
Juncus canadensis är en tågväxtart som beskrevs av Jacques Étienne Gay och Jean Jacques Charles de Laharpe. Juncus canadensis ingår i släktet tåg, och familjen tågväxter. Inga underarter finns listade i Catalogue of Life.

## Bildgalleri

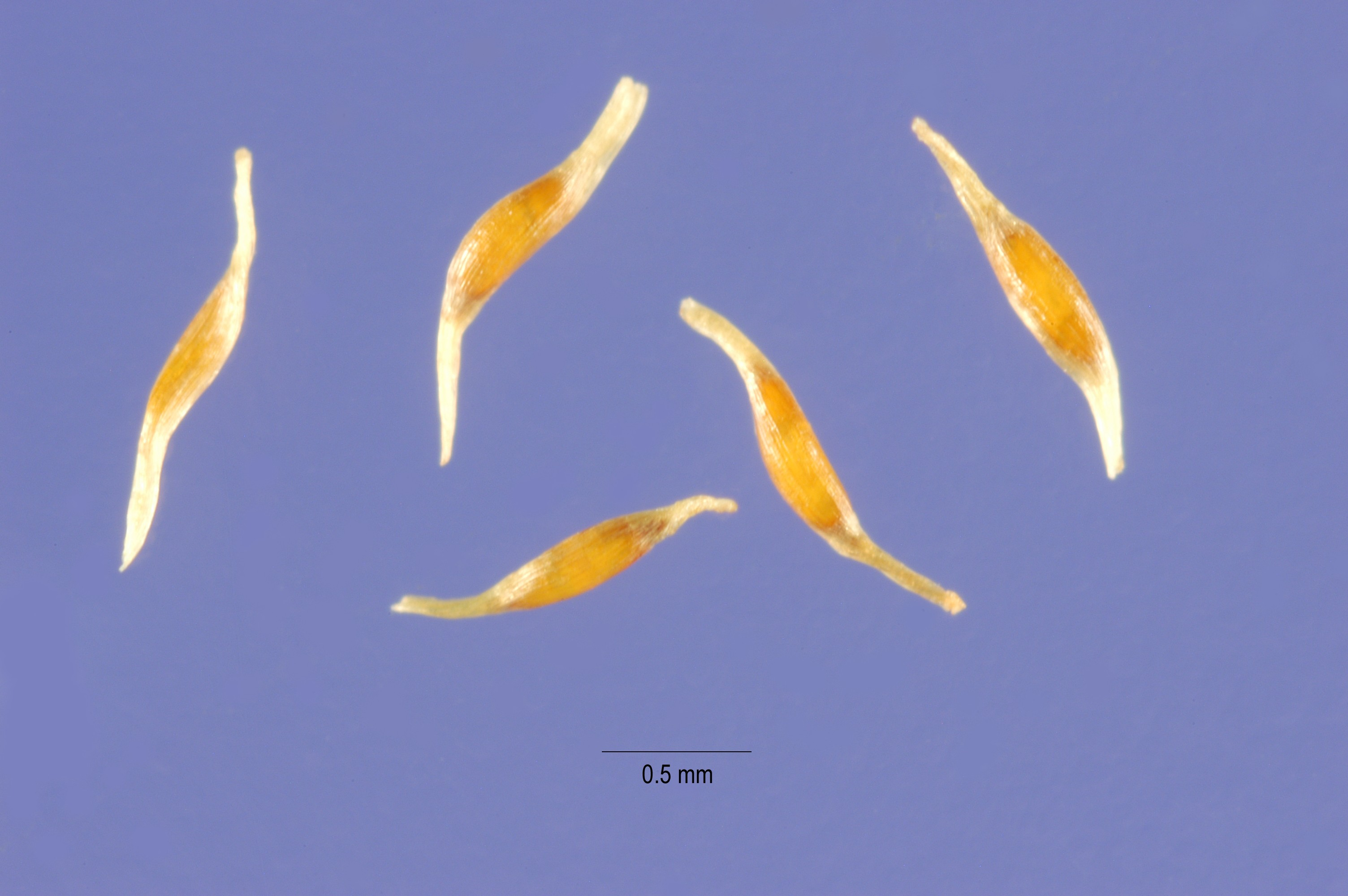
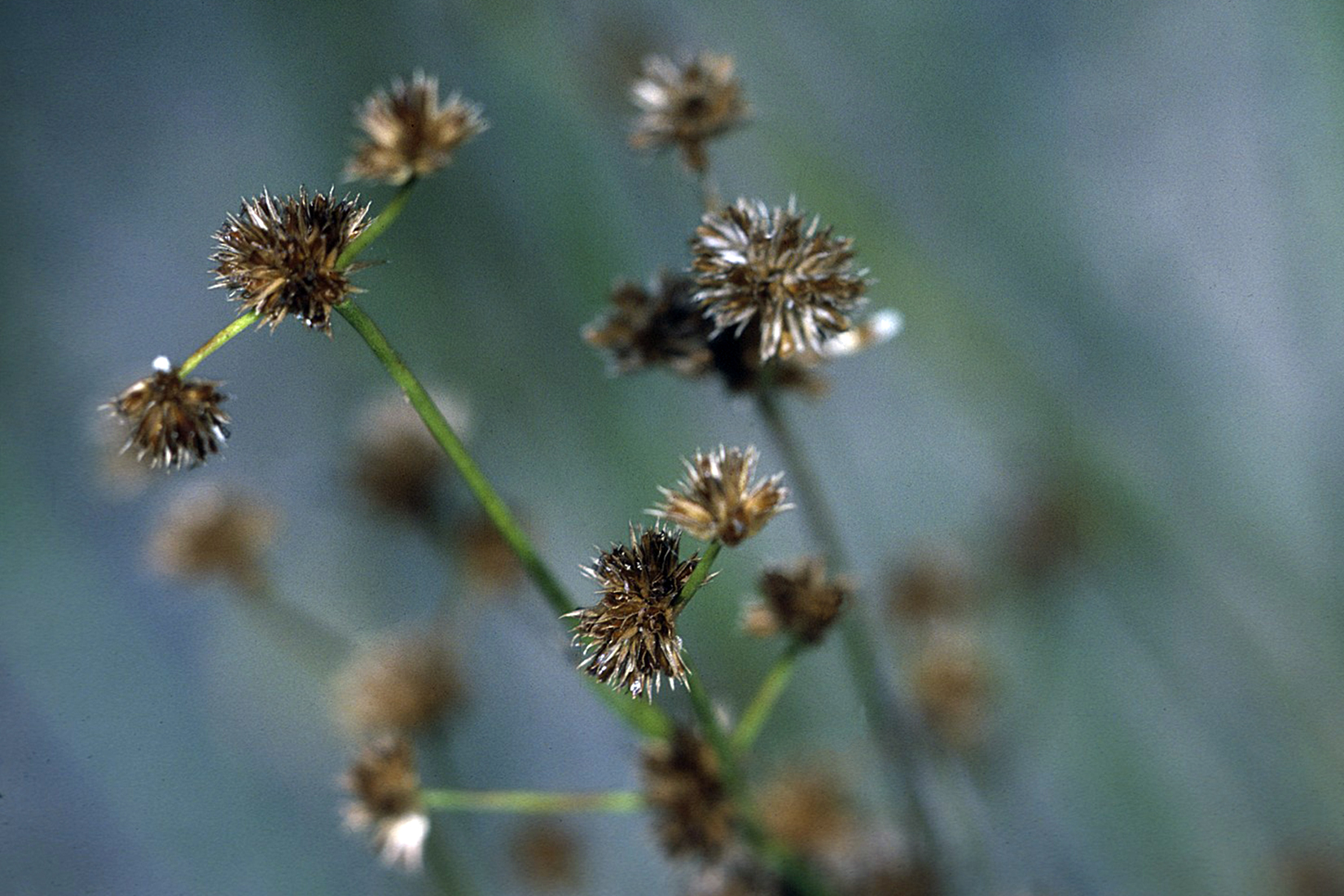
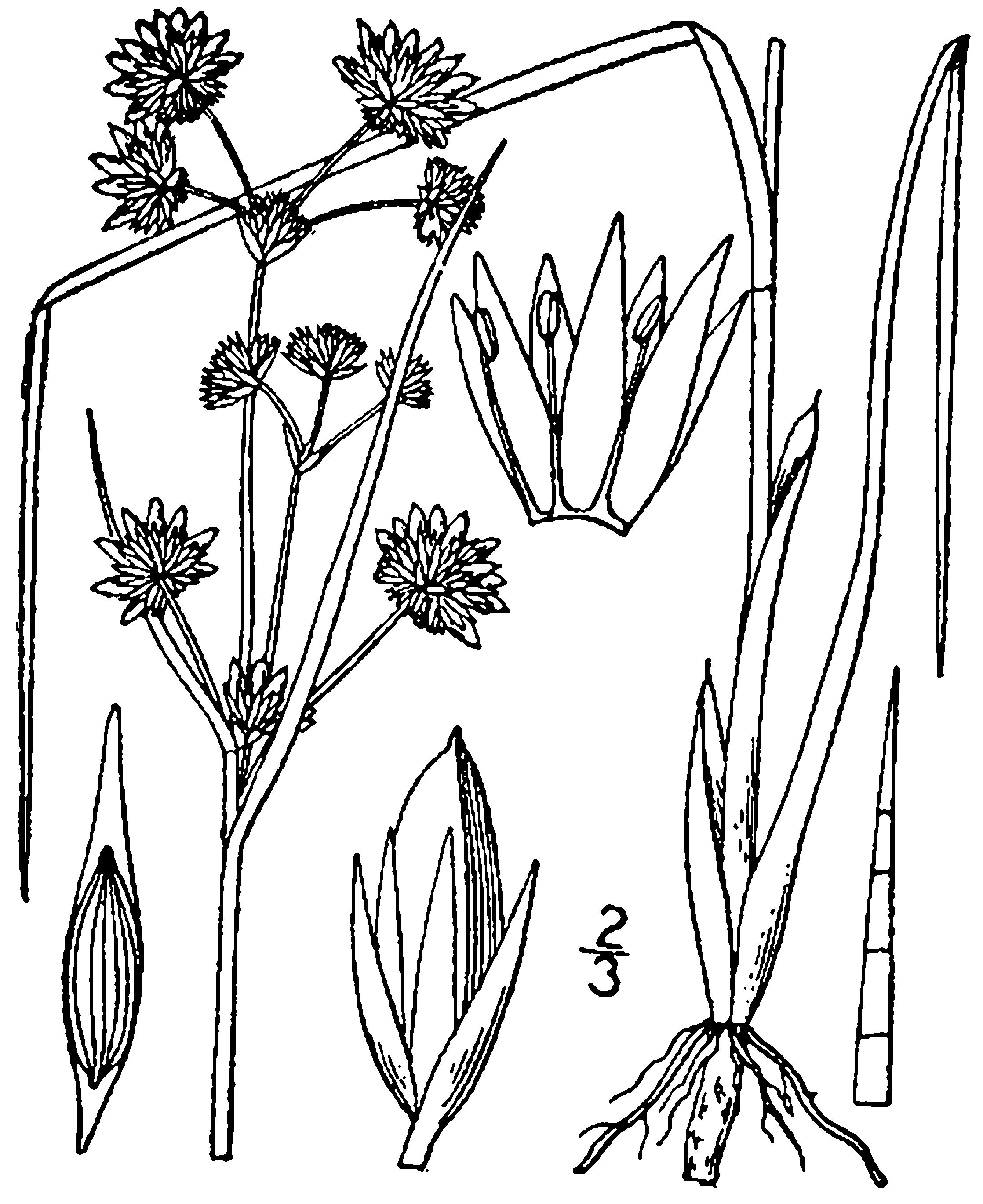
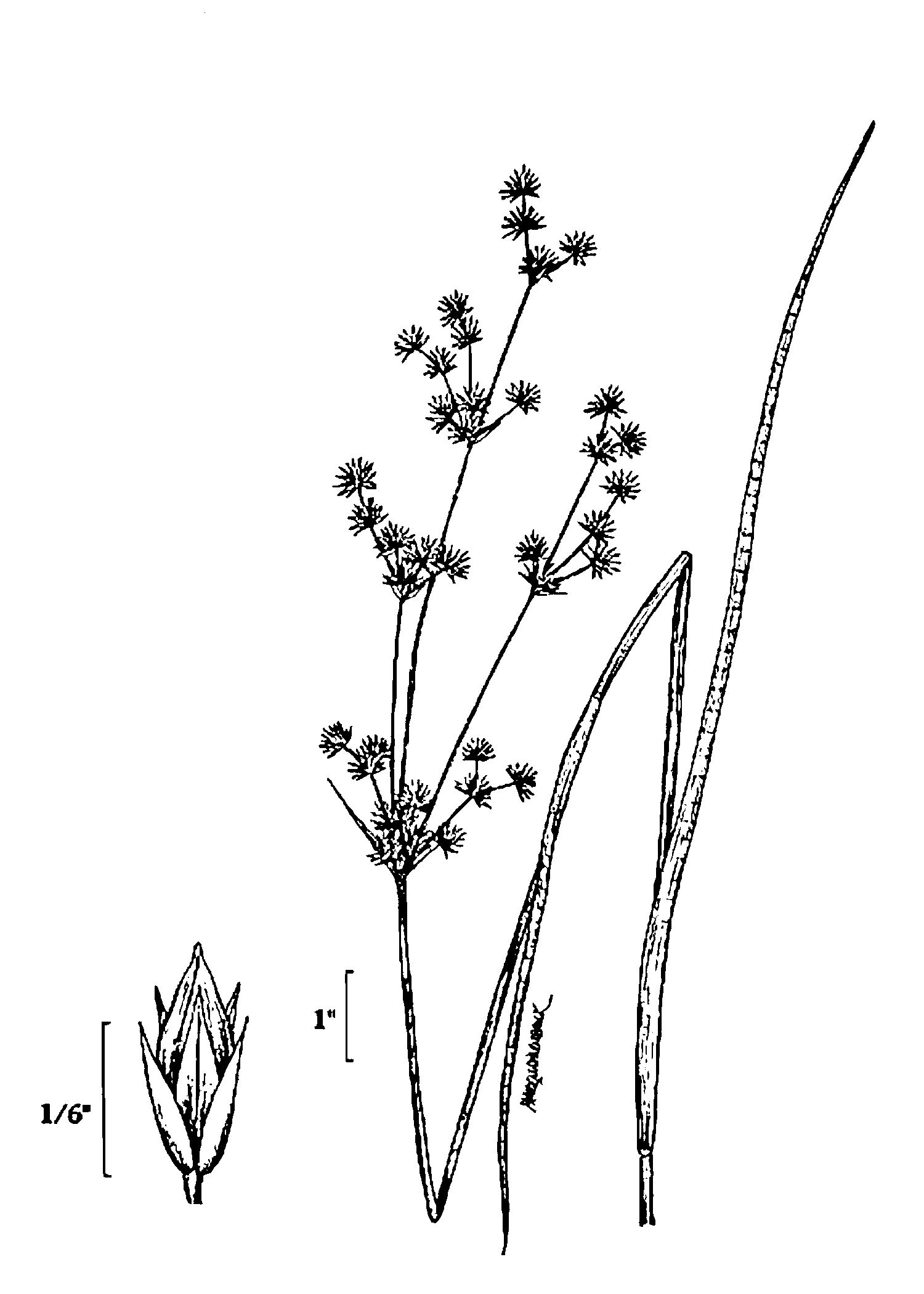